# EMI 아메리카 레코드

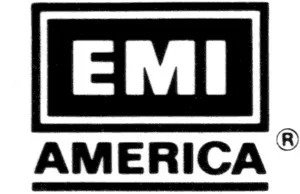
EMI 아메리카의 로고

EMI 아메리카 레코드(EMI America Records)는 EMI가 1978년에 세운 레이블로, 캐피틀 레코드에 이어 두 번째로 미국에 세워진 레이블이다. 1984년 리버티 레코드를 인수하였다. 1980년대 말에는 맨해튼 레코드와 합병하여 EMI맨해튼 레코드를 설립하였으며, 후에 EMI USA라는 이름으로 바꾸었다가 1990년부터 간단히 EMI라는 이름을 사용하게 됐고, 1992년 당시 손 EMI가 버진 레코드 아메리카를 인수해 EMI 레코드 그룹 노스 아메리카가 되었다. 2013년부터는 유니버설 뮤직의 캐피틀 뮤직 그룹 산하에 있다.

## 음악가
EMI 아메리카에 속한 음악가들로는 마티 발린, 블레시드 유니온 오브 솔스, 데이비드 보위, 케이트 부시, 스트레이 캐츠, 레니 번스, 킴 칸즈, 시나 이스턴, 조 에스포시토, 로빈 깁, 고 웨스트, 코리 하트(캐나다 외부), 머리 헤드, 카자구구, 리말, J. 가일즈, 마이클 스탠리 밴드, 네이키드 아이즈, 퀸스라이크, 바버라 맨드렐, 펫 숍 보이스, 레드 핫 칠리 페퍼스, 클리프 리처드, 록세트, 스티브 할리 & 코크니 레블, 토크 토크, 조지 소로굿 앤드 더 디스트로이어스, 존 웨이트, 킴 와일드 등이 있다.